# Festival international de quatuors à cordes du Luberon
Le festival international de quatuors à cordes du Luberon est l'un des festivals d'été français de musique classique organisé en région Provence-Alpes-Côte d'Azur.

## Organisation
Organisé par l'association Les Amis de la Musique du Luberon et du Pays d'Aix, le festival international de quatuors à cordes du Luberon naît le 22 août 1976 avec un premier concert à l'église de Roussillon (Vaucluse).
Le festival, qui se déroulait chaque année pendant les mois d'été (de juillet à septembre), a été recentré depuis 2012 sur les quinze derniers jours du mois d'août.

### Principes du festival
Depuis sa création, le festival pratique une politique musicale volontariste dédiée à cette discipline exigeante : le quatuor à cordes. Il accueille des musiciens pour des séjours en résidence. Les musiciens invités donnent des concerts dans des lieux adaptés à la musique de chambre et choisis pour leur acoustique.
Sept à huit quatuors sont invités chaque année et restent sur place chacun trois jours en donnant deux concerts dans des lieux différents. Le recouvrement des dates permet des rencontres intéressantes entre musiciens et parfois l'exécution d'œuvres en commun.
Depuis 2012  également, un thème est choisi pour le Festival : Musique Tchèque en 2012, Musique méditerranéenne en 2013. Le romantisme allemand est le thème retenu pour 2014.

### Lieux des concerts

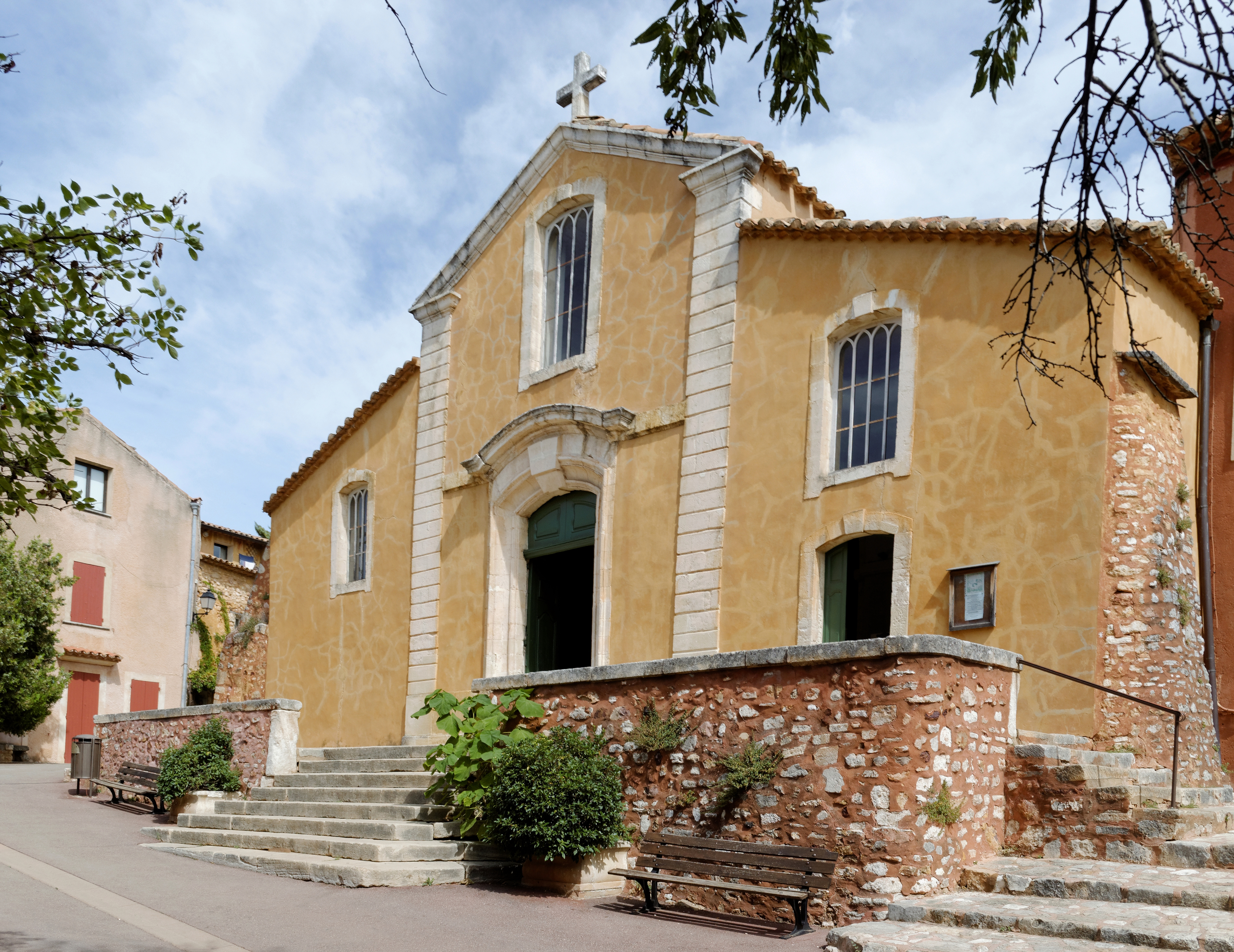
Saint-Michel de Roussillon
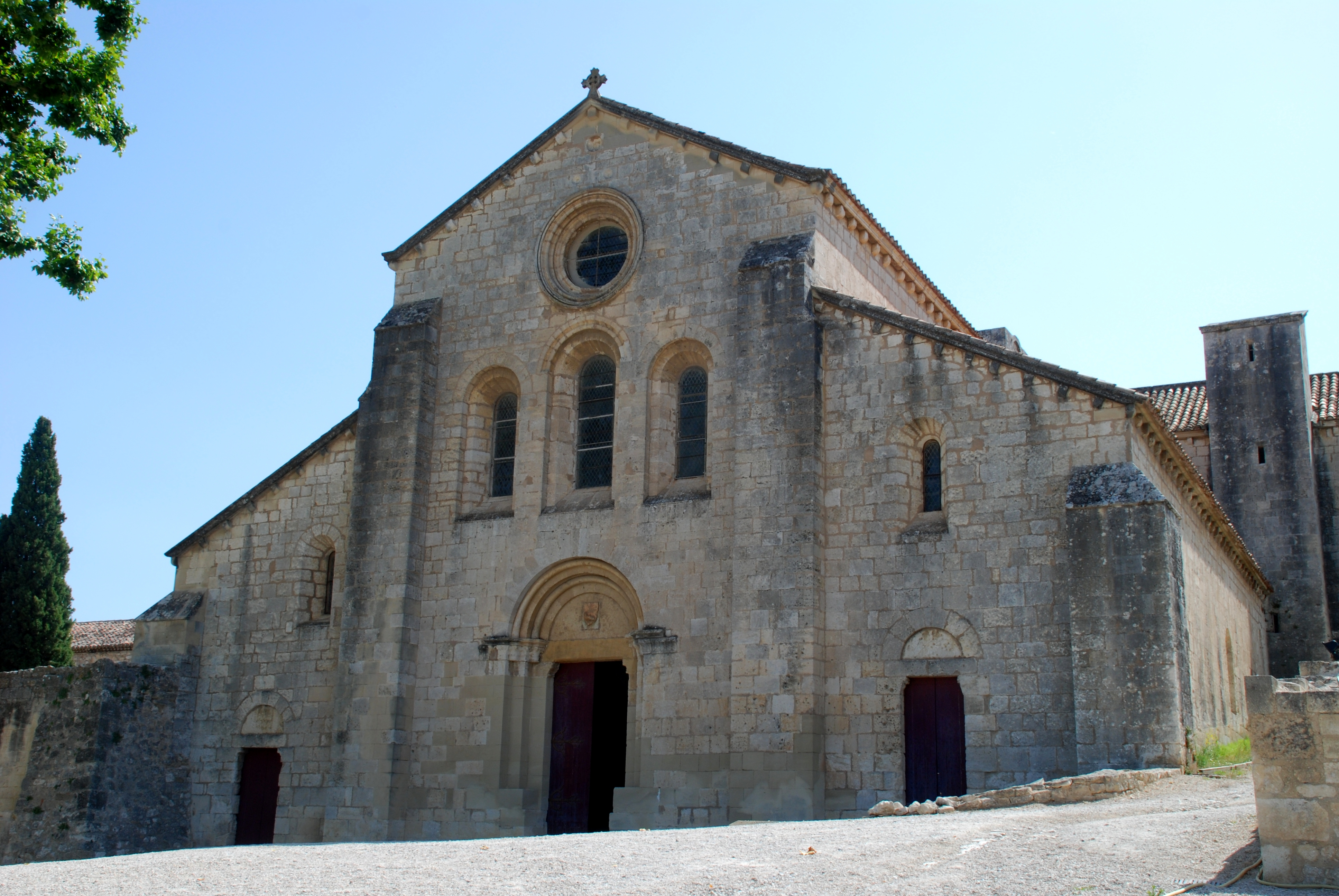
Abbaye de Silvacane
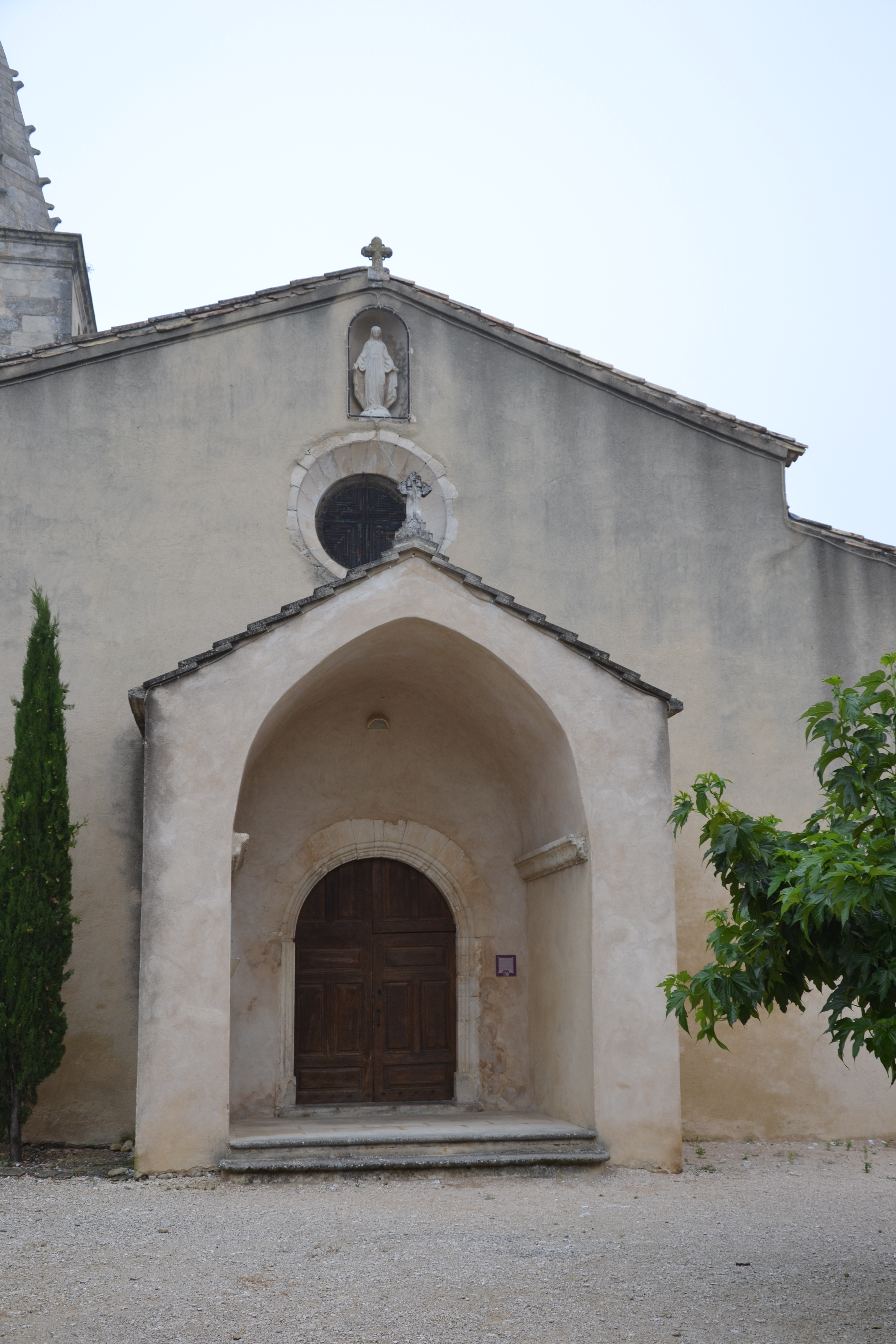
Saint-Vincent de Cabrières
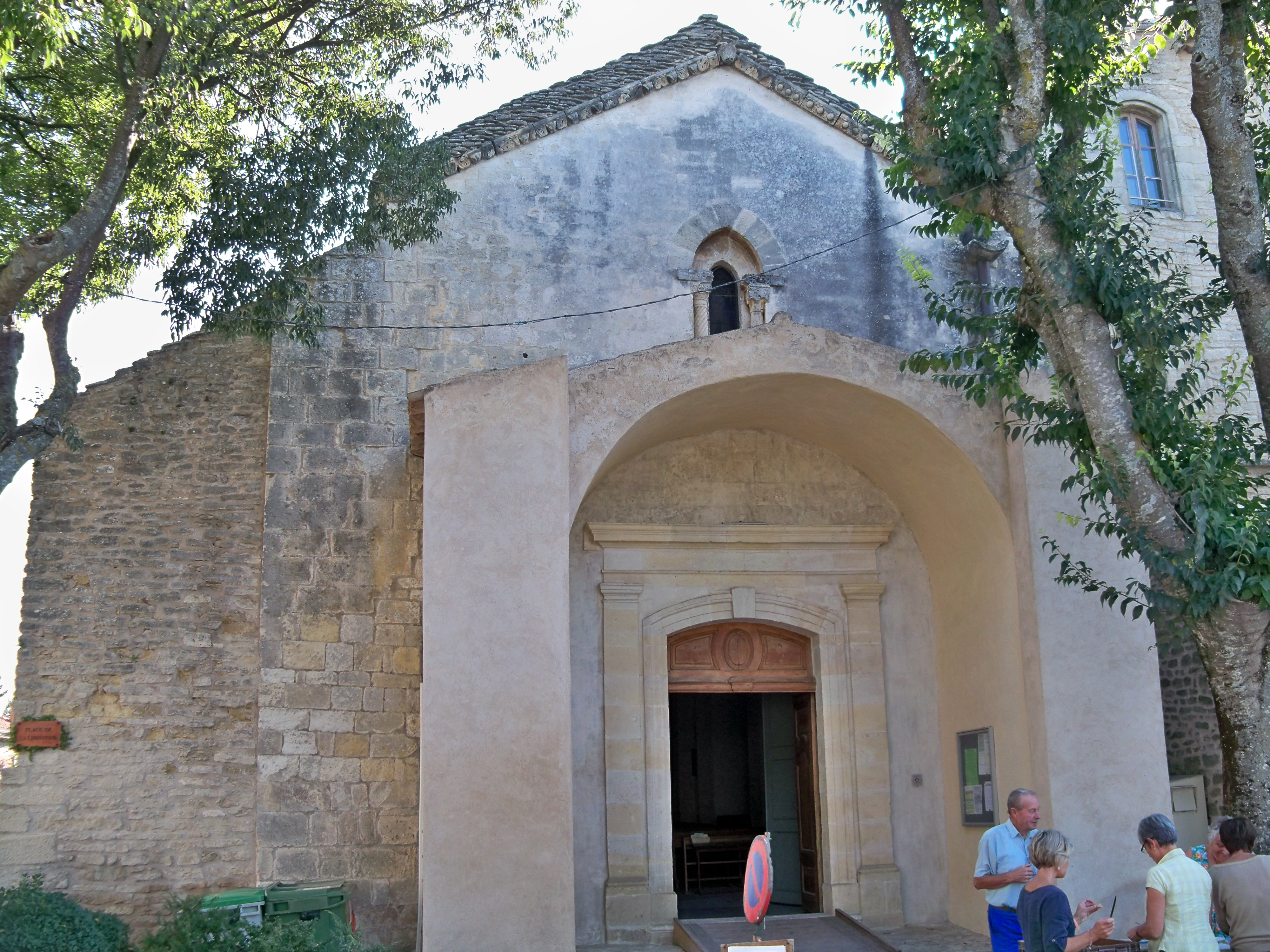
Saint-Sébastien de Goult
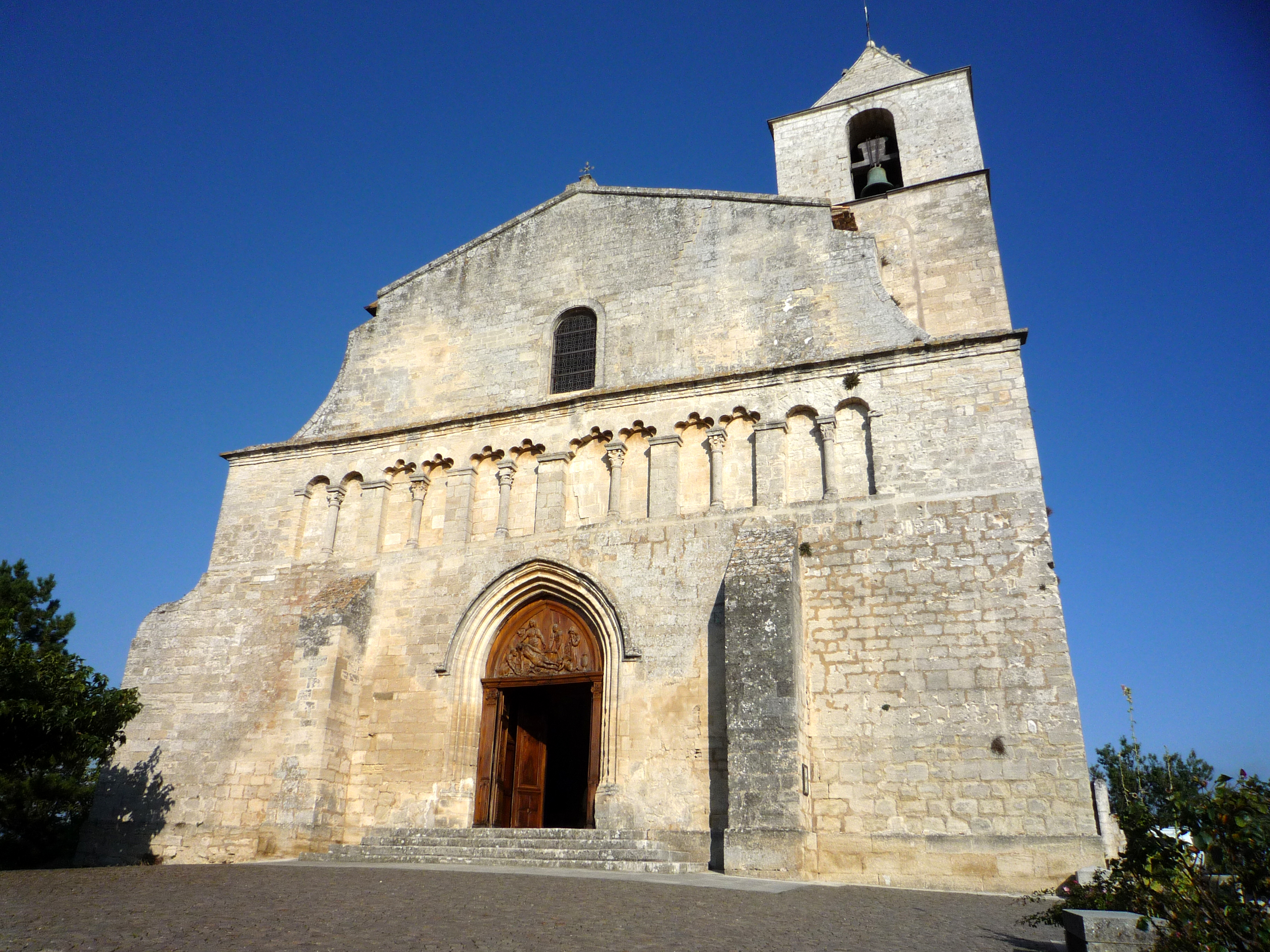
Notre-Dame de Pitié de Saignon

| Roussillon La Roque-d'Anthéron Cabrières Goult Saignon |

Les concerts sont donnés dans des lieux du patrimoine régional ayant une acoustique bien adaptée aux sonorités du quatuor à cordes :
- Église de Roussillon
- Abbaye de Silvacane à La Roque-d'Anthéron
- Église de Cabrières-d'Avignon
- Église de Goult
- Église de Saignon